# Championnats du monde de course d'orientation 2009
Navigation
Édition précédente Édition suivante
Les championnats du monde de course d'orientation 2009, vingt-sixième édition des championnats du monde de course d'orientation, ont lieu du 16 au 23 août 2009 à Miskolc, en Hongrie.

## Podiums
Femmes
| Épreuves                | Or                                                                 | Argent                                                        | Bronze                                               |
| ----------------------- | ------------------------------------------------------------------ | ------------------------------------------------------------- | ---------------------------------------------------- |
| Femmes Sprint           | Suède Helena Jansson                                               | Suède Linnea Gustafsson                                       | Suisse Simone Niggli-Luder                           |
| Femmes moyenne distance | Tchéquie Dana Brožková                                             | Norvège Marianne Andersen                                     | Suisse Simone Niggli-Luder                           |
| Femmes Longue distance  | Suisse Simone Niggli-Luder                                         | Norvège Marianne Andersen                                     | Finlande Minna Kauppi                                |
| Femmes Relais           | Finlande Betty Ann Nilsen Anne Margrethe Hausken Marianne Andersen | Suède Karolina Arewång-Højsgaard Kajsa Nilsson Helena Jansson | Finlande Bodil Holmström Merja Rantanen Minna Kauppi |

Hommes
| Épreuves                | Or                                                   | Argent                                                 | Bronze                                     |
| ----------------------- | ---------------------------------------------------- | ------------------------------------------------------ | ------------------------------------------ |
| Hommes Sprint           | Russie Andrey Khramov                                | Suisse Fabian Hertner                                  | Suisse Daniel Hubmann                      |
| Hommes moyenne distance | France Thierry Gueorgiou                             | Suisse Daniel Hubmann                                  | Suisse Matthias Merz                       |
| Hommes Longue distance  | Suisse Daniel Hubmann                                | France Thierry Gueorgiou                               | Italie Michael Mamleev                     |
| Hommes Relais           | Suisse Baptiste Rollier Daniel Hubmann Matthias Merz | Russie Dmitry Tsvetkov Valentin Novikov Andrey Khramov | Finlande Topi Anjala Tero Föhr Mats Haldin |

## Tableau des médailles
- Pays organisateur

| Rang  | Nation   | Or | Argent | Bronze | Total |
| ----- | -------- | -- | ------ | ------ | ----- |
| 1     | Suisse   | 3  | 2      | 4      | 9     |
| 2     | Norvège  | 1  | 2      | 0      | 3     |
| 2     | Suède    | 1  | 2      | 0      | 3     |
| 4     | France   | 1  | 1      | 0      | 2     |
| 4     | Russie   | 1  | 1      | 0      | 2     |
| 6     | Tchéquie | 1  | 0      | 0      | 1     |
| 7     | Finlande | 0  | 0      | 3      | 3     |
| 8     | Italie   | 0  | 0      | 1      | 1     |
| Total | Total    | 8  | 8      | 8      | 24    |